# 언락 (음악 그룹)
언락은 대한민국의 음악 그룹이다. 2017년 싱글 [Slide to UNLOCK]으로 데뷔했다.

## 방송
- PRODUCE 101 시즌 2 (2017) - 1차 방출

## 음반
- Slide to UNLOCK (2017)
- Airplane (2018)